# Muzeum Kanału „Dętka”

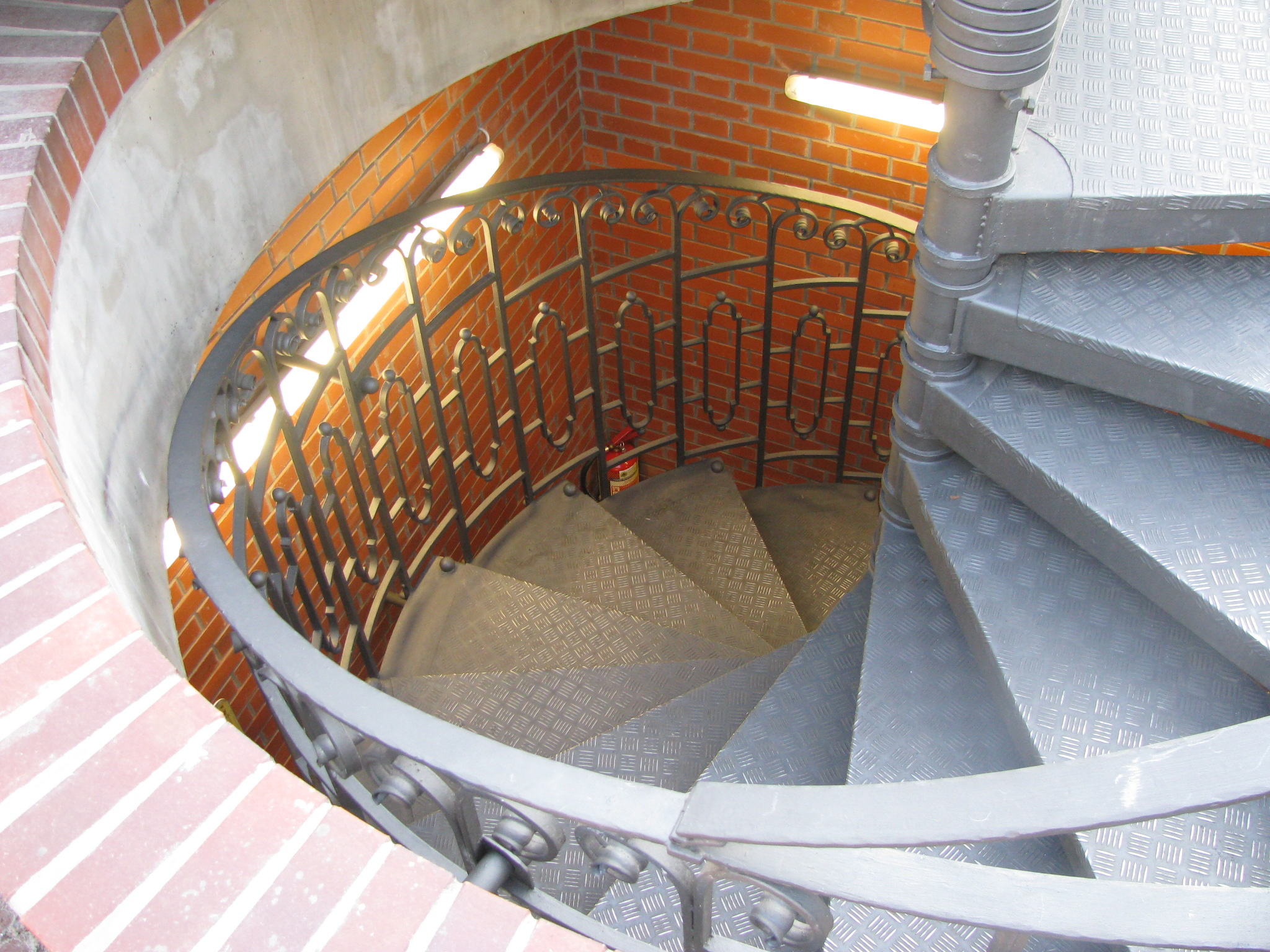
Wejście do Muzeum Kanału

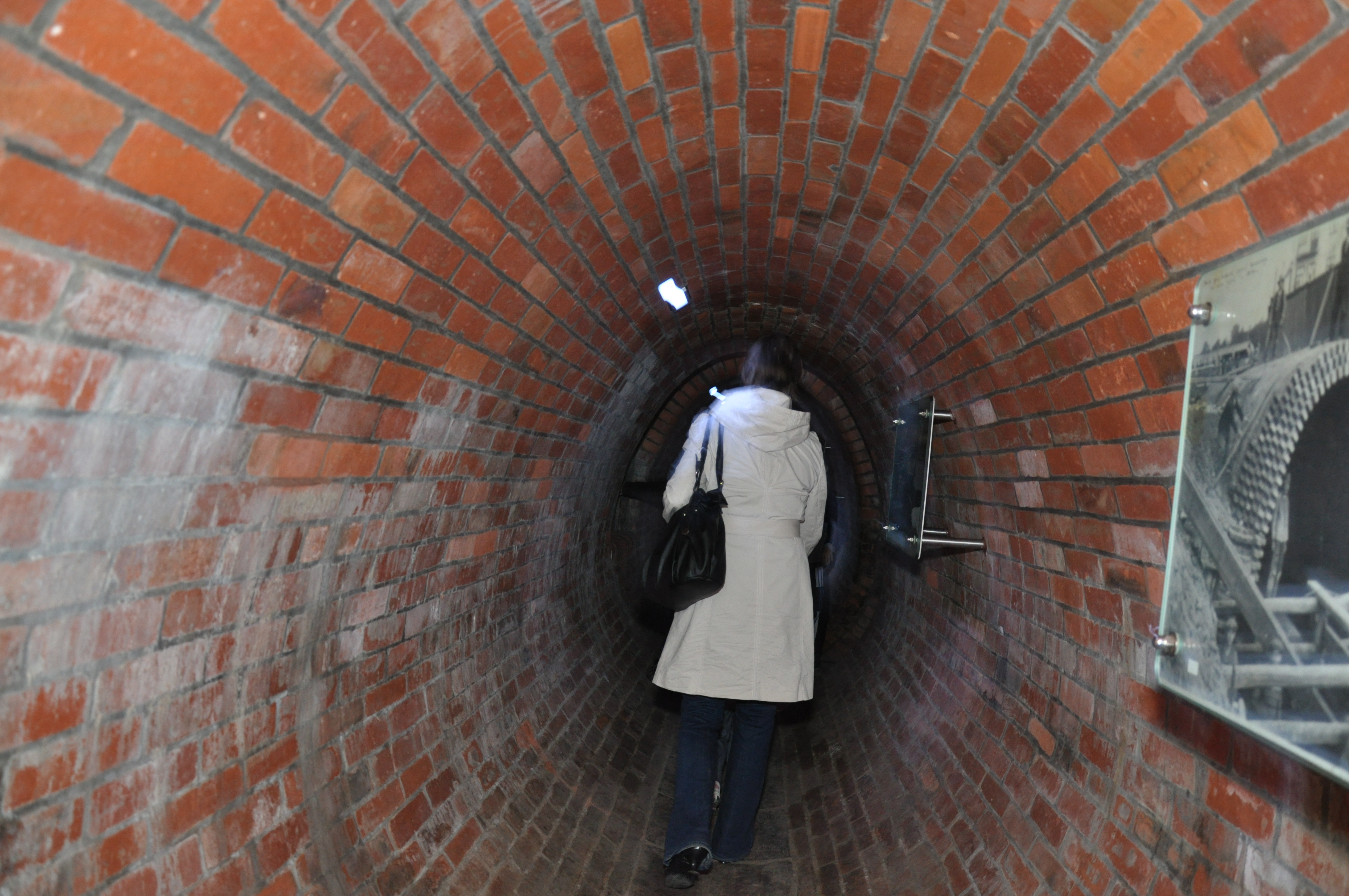
Wnętrze Muzeum

Muzeum Kanału „Dętka” – oddział Muzeum Miasta Łodzi umiejscowiony we fragmencie łódzkich kanałów pod placem Wolności w Łodzi.

## Historia
Udostępniona zwiedzającym Dętka to, zbliżony kształtem do torusa, zbiornik na wodę znajdujący się pod placem Wolności. Zbiornik został wybudowany w 1926 roku według projektu Williama Heerleina Lindleya, a prace nad nim nadzorował Stefan Skrzywan. Gromadząca się w nim woda służyła do okresowego oczyszczania kanałów w centrum miasta. Zbiornik może pomieścić 300 m³ wody, ma 142 metry długości, 187 centymetrów wysokości i ok. 1,5 metra szerokości.

## Ekspozycja
Uroczyste otwarcie wystawy nastąpiło 28 kwietnia 2008 roku, dla zwiedzających udostępniono ją dwa dni później. Wewnątrz zbiornika można obejrzeć wystawę przedmiotów, dokumentów i archiwalnych zdjęć ukazujących powstawanie łódzkiej sieci kanalizacyjnej i wodociągowej.
Projekt aranżacji przestrzeni i oświetlenia wystawy przygotowany przez arch. Macieja Słowińskiego. Wystawa przygotowana przez Roberta Kuśmirowskiego.